# Luba Blum-Bielicka

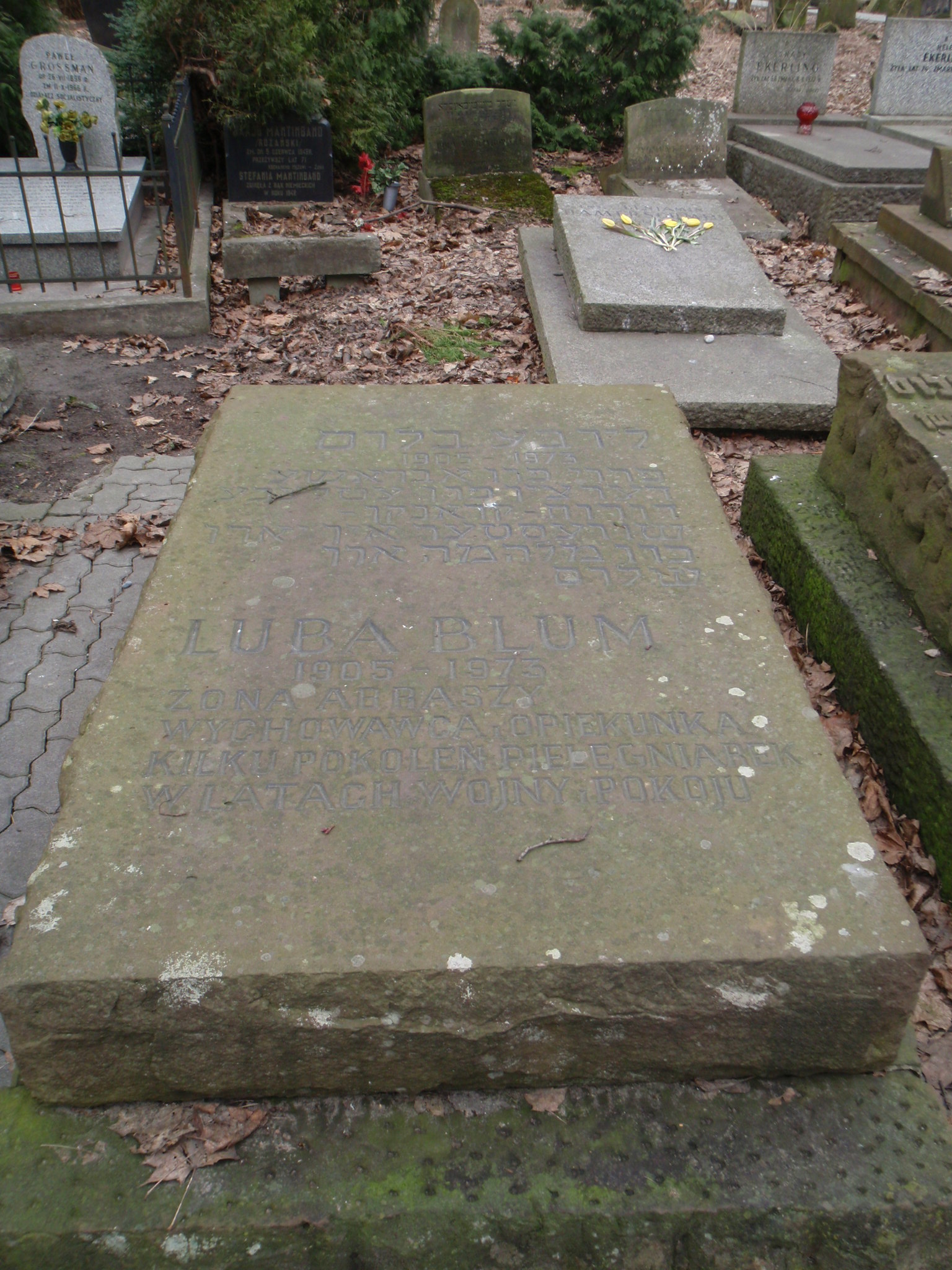
Grób Luby Blum-Bielickiej na cmentarzu żydowskim w Warszawie

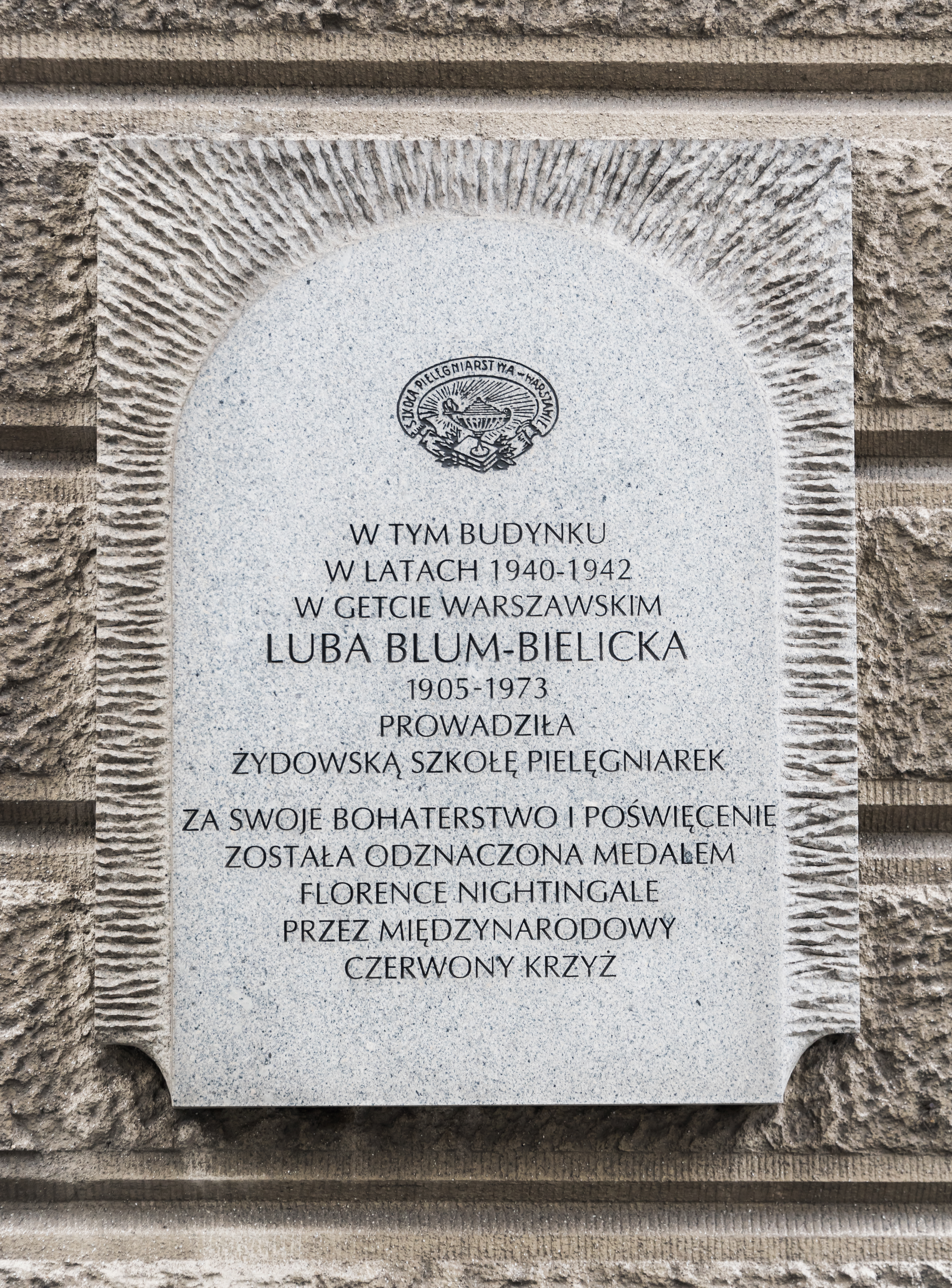
Tablica upamiętniająca Lubę Blum-Bielicką na budynku Kasy Chorych przy ul. Mariańskiej 1 w Warszawie

Luba Blum-Bielicka (ur. 6 stycznia 1905 w Wilnie, zm. 20 sierpnia 1973 w Warszawie) – polska pielęgniarka, instruktorka pielęgniarstwa społecznego i działaczka żydowskiego pochodzenia, żona działacza Bundu i powstańca w getcie warszawskim Abraszy Bluma. 

## Życiorys
W 1925 roku ukończyła  Szkołę pielęgniarstwa w Warszawie przy Szpitalu Starozakonnych, której od sierpnia 1939 roku była dyrektorką. Odbyła również przeszkolenie w dziale otwartej opieki zdrowotnej w Paryżu i Brukseli. Szkoliła pielęgniarki w uruchomionym w 1930 roku IX Ośrodku Zdrowia przy ulicy Świętojerskiej.
Mieszkała wraz z mężem, córką Wiktorią (Aviva Blum-Wachs) i synem Aleksandrem przy ulicy Mylnej 9. Po wybuchu II wojny światowej dzięki jej staraniom Szkoła Pielęgniarstwa kontynuowała działalność. W listopadzie 1940 roku szkołę przeniesiono na teren getta warszawskiego, do budynku Kasy Chorych przy ulicy Mariańskiej 1. Po wielkiej akcji deportacyjnej latem 1942 roku szkołę przeniesiono na ulicę Gęsią 33. 
Szkoła została zlikwidowana w 1943 roku. W tym czasie Blum-Bielickiej udało się przejść na stronę aryjską, gdzie wcześniej dzięki jej staraniom przebywał jej syn. Mąż Luby, Abrasza Blum, był znanym działaczem Bundu oraz współorganizatorem podziemia w getcie i uczestnikiem powstania; został zamordowany przez gestapo po stronie aryjskiej w maju 1943 roku.
Po zakończeniu wojny kierowała Domem Dziecka w Otwocku, a w 1949 roku została ponownie dyrektorką Szkoły Pielęgniarskiej nr 3 w Warszawie. Prócz licznych odznaczeń państwowych posiadała najwyższe odznaczenie pielęgniarskie – Medal Florence Nightingale przyznany przez Międzynarodowy Czerwony Krzyż.
Pochowana w alei głównej cmentarza żydowskiego przy ulicy Okopowej w Warszawie (kwatera 12, rząd 4).

## Upamiętnienie
W latach 90. XX na frontowej ścianie budynku przy ul. Mariańskiej 1 odsłonięto tablicę upamiętniającą Lubę Blum-Bielicką.